# Odensvi, Västerviks kommun
Odensvi är en kyrkby i Odensvi socken och småort i nordvästra Västerviks kommun i norra Kalmar län, vid Kyrksjön.
I byn ligger Odensvi kyrka.